# زیردریایی کلاس گاتو
زیردریایی کلاس گاتو (به انگلیسی: Gato-class submarine) یک کلاس از زیردریایی است.